# Munwa (Mwense)
Munwa è un ward dello Zambia, parte della Provincia di Luapula e del Distretto di Mwense.